# Odonaspis ruthae
Odonaspis ruthae är en insektsart som beskrevs av Kotinsky 1915. Odonaspis ruthae ingår i släktet Odonaspis och familjen pansarsköldlöss. Inga underarter finns listade i Catalogue of Life.